# Camus
Camus (Камю) — коньяк, производимый коньячным домом Camus. Основанный в 1863 году, дом Camus отпраздновал в 2013 году своё 150-летие. Сегодня руководит коньячным домом Сирил Камю, являющийся представителем пятого поколения семьи Камю, обосновавшейся в регионе Коньяк во Франции. Бренд продаётся во многих странах мира, международных аэропортах и на борту самолётов многочисленных авиакомпаний. Компания имеет офисы в восьми странах, на трёх континентах, в ней работает около 550 человек.

## История
В 1863 году виноградарь Жан-Батист Камю создал объединение виноделов для производства и продажи высококачественного коньяка под брендом la Grande Marque. Позже он выкупил доли у своих партнёров и переименовал компанию в Camus — la Grande Marque.
Его сын Гастон вывел компанию Camus на экспортный рынок и, в числе прочего, стал официальным поставщиком коньяка императорского двора России. В 1960-х годах представитель третьего поколения Камю, Мишель, начал выгодный бизнес на зарождающемся рынке беспошлинной торговли, внедрив эксклюзивные подарочные флаконы из лиможского фарфора и баккарского хрусталя. Жан-Поль Камю, представитель четвёртого поколения семьи, начал обширную программу по обеспечению производства сырьём путём расширения виноградников, строительства винокуренных заводов и подвалов для выдержки коньяка. В то же время он вывел компанию Camus в лидеры на рынке Кореи и Японии. В 2000 году он запустил производство коньяка Borderies XO на основании миллезимного коньячного спирта из субрегиона Бордери.
В 2003 году Сирил Камю стал президентом компании. Он создал новое поколение коньяков, в том числе коллекции «Элеганс», «Шедевр», «Рариссимы» и «Иль-де-Ре».

## Семья виноградарей
Регион Коньяк охраняется французским законодательством о региональных аппеллясьонах с 1936 года и разделён на шесть субрегиональных производственных зон в зависимости от их почвенных характеристик. Borderies (Бордери) является самой маленькой из этих зон, дающей только 5 % от всей регламентированной коньячной продукции.
- Жан-Поль Камю

## Характер коньяков Camus
Коньяки Camus отличаются невысоким содержанием танина, ярко выраженным ароматом и бархатистостью.
Дистилляция является решающим моментом для придания коньяку изысканного аромата. Оба этапа дистилляции проходят в 2500-литровом шарантском перегонном кубе, что позволяет лучшее соотношение подогрева / вина / медной поверхности. Большинство коньяков Camus дистиллируются на осадке, чтобы лучше проявить типовые характеристики каждого коньячного спирта и субрегиона. Для того, чтобы максимально повысить потенциал аромата будущего коньяка, первые 18 литров коньячного спирта, полученные после второго этапа дистилляции, отбираются и тестируются каждый в отдельности.
После дистилляции Мастер ассамбляжа отбирает коньячные спирты, имеющие самый богатый и тонкий аромат, а также ассоциирующийся с коньяками Camus вкус, чтобы приготовить купаж. Для сохранения неповторимой нежности напитка и сохранения его ароматических качеств, коньяки Camus выдерживаются в дубовых бочках с невысоким содержанием танина.

## Гамма коньяков
- Коллекция «Элеганс» (коньяки этой коллекции состоят из коньячных спиртов, происходящих из пяти субрегионов): CAMUS VS Элеганс, CAMUS VSOP Элеганс, CAMUS XO Элеганс, CAMUS Экстра Элеганс.
- Коллекция «Бордери» (винтажные коньяки с цветочным букетом и пряными нотками практически исключительно из частных семейных запасов Бордери): Бордери XO, Бордери VSOP.
- Коллекция «Иль-де-Ре» (из самого западного в коньячном аппелясьоне субрегиона Bois à Terroir): CAMUS Иль-де-Ре Файн Айлэнд, CAMUS Иль-де-Ре Файн Айлэнд Двойной Выдержки, CAMUS Иль-де-Ре Файн Айлэнд Клиффсайд Селлар.
- Коллекция «Шедевр» (пять коньяков ограниченного выпуска во флаконах из баккарского хрусталя, созданных французским скульптором Сержем Мансо): Кюве 5.150[3], Кюве 3.140, Кюве 2.105, Кюве 3.128, Кюве 4.176.
- Коллекция «Рариссимы».

## Ключевые даты
- 1863: Создание Жаном-Батистом Камю компании Camus, La Grande Marque
- 1870: Первые экспортные контракты
- 1894: Первый из коньячных домов, предлагающий свою продукцию в эксклюзивных бутылках
- 1910: Camus становится официальным поставщиком императорского двора России.
- 1932: Мишель Камю входит в семейный бизнес в возрасте 21 года.
- 1960: Выход на рынок беспошлинной торговли и занятие лидирующих позиций в этом секторе.
- 1977: Жан-Поль Камю входит в семейный бизнес и становится Мастером ассамбляжа наряду со своим отцом
- 1991: Расширение виноградных владений в Бордери, благодаря чему Camus становится одним из самых крупных виноградарей в этом субрегионе.
- 2000: Первый выпуск коньяка Camus Borderies XO, флагманского продукта компании
- 2003: Сирил Камю, представитель пятого поколения, входит в семейный бизнес.
- 2004: Первый выпуск коньяка Camus Ile de Ré, эксклюзивного продукта компании.